# King Filter
King Filter er en dansk dokumentarfilm fra 1996, der er instrueret af Jens Danielsen.

## Handling
Musikvideo af gruppen Grind.